# 続日本紀
『続日本紀』（しょくにほんぎ）は、平安時代初期に編纂された勅撰史書。『日本書紀』に続く六国史の第二にあたる。菅野真道らによって延暦16年（797年）に完成した。文武天皇元年（697年）から桓武天皇の延暦10年（791年）まで95年間の歴史を扱い、全40巻から成る。奈良時代の基本史料である。編年体、漢文表記である。略称は続紀（しょっき）。

## 編纂
編纂は、前半部と後半部で異なる事情を持つ。
前半ははじめ、文武天皇元年（697年）から天平宝字元年（757年）、孝謙天皇の治世までを扱う30巻の構想として作られた。笹山晴生は淳仁天皇の時代の藤原仲麻呂（恵美押勝）政権下で編纂され、恵美押勝の乱の影響で不十分な草案に終わったと推定している。光仁天皇が、この草案の修正を石川名足、淡海三船、当麻永嗣に命じたが、彼らは天平宝字元年紀を紛失した上、未完成に終わった（この年の前後には政争絡みの事件も多かったため、執筆者間で意見をまとめることが出来ずに紛失ということにしたとする説もある）。桓武天皇の命により編纂を菅野真道、秋篠安人、中科巨都雄が引き継ぎ、全20巻とした。
後半は当初、天平宝字2年（758年）からおそらく宝亀8年（777年）、淳仁天皇から光仁天皇までを扱うものとして、桓武天皇の命で編纂された。石川名足、上毛野大川が詔によって編集した20巻を、藤原継縄、菅野真道、秋篠安人が14巻に縮め、延暦13年（794年）にいったん完成した。菅野真道、秋篠安人、中科巨都雄は、さらに6巻、すなわち桓武天皇の治世のうち延暦10年（791年）までを加え、全20巻とした。
以上あわせて40巻の編纂が成ったのは、延暦16年（797年）であった。

## 内容
「日本」という国家が形成されていく過程を神話をまぜて描いた『日本書紀』とその国家が形成された後の歩みを描いた『続日本紀』以後の勅撰国史では、その内容に違いが生じてくる。また、律令国家が整えられたことにより、内記や外記、図書寮などに不十分ながらも記録や公文書が蒐集される仕組が形成されてきたことが記録の充実をもたらすことになる。中国の国史編纂の基礎となった起居注に相当するものは日本では「内記日記」といい、これを作成する仕組みも組織された。
全般に記述が簡潔で、事件の要点のみを記して詳細に及ばない。簡潔過ぎて養老律令のような重要事件が脱落した例が見られる。一部の人物の死亡記事に簡単な略伝（薨伝（こうでん））を付し、これは後続の史書に踏襲された。
記事中の日付に関しては干支を持って記されているが、稀に『類聚三代格』などに採録されて現存している公文書に記載されている日付の数字と食い違っている事例がある。これは干支に換算する際の計算もしくは記載ミスであるとみられている。また、天皇の即位記事に関しては、天皇の代替わりが巻首に来ているものと、巻の途中に来てしまっているものがあって不統一な体裁となっているが、これは度重なる校訂によって巻次構成が変更された影響によるとみられる。
政治的配慮は、桓武天皇の治世の記述において顕著である。天皇の心痛となった早良親王廃太子の記事は、事件の発端となった藤原種継暗殺事件とともに、いったん記載されたものが後に削除された。削除部は平城天皇の代に復活したが、嵯峨天皇によって再び消されて今に至る。消された部分は『日本紀略』に採録されている。この背景には早良親王が怨霊になったとする説と関係があると言われている。
また、藤原広嗣の乱における謀反人・藤原広嗣に対する好意的な記事や宇佐八幡宮神託事件及び道鏡に関する記述に政治的意図が含まれているという説もある。これとは別に、編纂過程で30巻分あった内容を20巻分に圧縮しているため、重要な内容でも削除された記述があるのではないか、とする指摘もある。ただし、『日本書紀』と比べれば、続紀の信頼性はずっと高いと考えられている。“天平文化”をとりまく諸側面を解明し、本格的な実録として最初に整備された史書である。
『続日本紀』には、『官曹事類』と『外官事類』が付属した。前者は本文に掲載しなかった文書類を原文そのままに項目別に配列したもの、後者は内容不明でおそらく前者に似たものであろう。どちらも失われた。

## 『続日本紀』目次 （主要事項）
- 天之眞宗豊祖父天皇（あめのまむねとよおおじのすめらみこと）（第四十二代）文武天皇
  - 卷第一　文武紀一　丁酉年八月より庚子年十二月まで
  - 卷第二　文武紀二　大宝元年正月より大宝二年十二月まで
  - 卷第三　文武紀三　大宝三年正月より慶雲四年六月まで
    - 持統天皇譲位。軽皇子、文武天皇即位。
    - 役小角を伊豆島に流す。　
    - 藤原不比等ら律令を選定。
    - 山上憶良ら遣唐使に。大宝律令完成。この年、聖武天皇、藤原光明子誕生。
    - 持統上皇崩御
- 日本根子天津御代豊國成姫天皇（やまとねこあまつみしろとよくになりひめのすめらみこと）（第四十三代）元明天皇
  - 卷第四　元明紀一　慶雲四年七月より和銅二年十二月まで
  - 卷第五　元明紀二　和銅三年正月より和銅五年十二月まで
  - 卷第六　元明紀三　和銅六年正月より霊亀元年八月まで
    - 文武天皇崩。
    - 武蔵国が和銅を献ず。和銅と改元。和同開珎発行。
    - 陸奥、越後の蝦夷。
    - 平城京遷都。山階寺を平城に移し、興福寺と改称。
    - 蓄銭叙位法を定める。
    - 丹後、大隅、美作三国を置く。国、郡、郷名に好字を選ばせる。『風土記』の編纂を命ずる。
    - 首皇子（後の聖武天皇）立太子。
- 日本根子高瑞浄足姫天皇（やまとねこたかみずきよたらしひめのすめらみこと）（第四十四代）元正天皇
  - 卷第七　元正紀一　霊亀元年九月より養老元年十二月まで
  - 卷第八　元正紀二　養老二年正月より養老五年十二月まで
  - 卷第九　元正紀三　聖武紀一　養老六年正月より神亀三年十二月まで
    - 元明天皇譲位。氷高内親王（後の元正天皇）即位。
    - この年、光明子が皇太子妃になる。駿河など七国の高麗人千七百九十九人を武蔵国に移し、高麗郡を置く。
    - 行基ら僧尼の活動を非難する詔がでる。この年、不比等ら養老律令を撰修した。
    - 能登、安房、石城、石背四か国を置く。
    - 大伴旅人、大将軍として隼人を討つことを命ぜられる。『日本書紀』完成。藤原不比等死去。
    - 元明上皇崩。
    - 三世一身法施行。太安万侶死去。

- 天璽国押開豊桜彦天皇（あめしるしくにおしはらきとよさくらひこのすめらみこと）（第四十五代）聖武天皇
  - 卷第十　聖武紀二　神亀四年正月より天平二年十二月まで
  - 卷十一　聖武紀三　天平三年正月より天平六年十二月まで
    - 大地震（畿内七道地震）発生。聖武天皇が（地震の発生は）不徳の致すところとする詔を記載[3]。

  - 卷十二　聖武紀四　天平七年正月より天平九年十二月まで
  - 卷十三　聖武紀五　天平十年正月より天平十二年十二月まで
  - 卷十四　聖武紀六　天平十三年正月より天平十四年十二月まで
  - 卷十五　聖武紀七　天平十五年正月より天平十六年十二月まで
  - 卷十六　聖武紀八　天平十七年正月より天平十八年十二月まで
    - 美濃国で大地震が発生。櫓や館、正倉、仏寺堂舎や百姓家がみな倒壊。

  - 卷十七　聖武紀九　孝謙紀一　天平十九年正月より天平勝宝元年十二月まで
    - 元正天皇譲位。首皇子聖武天皇即位。蝦夷反乱し、藤原宇合討つ。多賀城なる。
    - 光明子基王を生む。
    - 基王死去。
    - 長屋王の変。長屋王自殺。光明子、光明皇后となる。
    - 大伴旅人死去。
    - 橘三千代（光明の母）死去。
    - 吉備真備ら帰国。舎人親王（『日本書紀』編纂の主催者）死去。葛城王を橘諸兄と改名。
    - 藤原四兄弟次々と死去。天然痘大流行。
    - 安倍内親王立太子。橘諸兄右大臣なる。
    - 聖武天皇、光明皇后が智識寺の盧舎那仏を拝する。大宰小弐、藤原広嗣が挙兵する。広嗣斬殺される。恭仁京遷都の詔。
    - 国分寺建立の詔
    - 大宰府を廃止する。紫香楽に離京を造る。
    - 墾田永年私財法制定。聖武天皇、大仏建造を発願。恭仁京の造営中止。
    - 難波宮を皇都とする。
    - 行基を大僧正とする。都を平城京に復す。大宰府復活。奈良で大仏の建造着手。
    - 難波宮で聖武天皇の容態危篤。
    - 恭仁宮の大極殿を山背国分寺に施入。
    - 元正上皇崩。
    - 行基没。陸奥国初めて黄金産出、献上。天平感宝と改元。

- 宝字称徳孝謙皇帝（ほうじしょうとくこうけんこうてい）（第四十六代）孝謙天皇
  - 巻十八　孝謙紀二　天平勝宝二年正月より天平勝宝四年十二月まで
  - 卷十九　孝謙紀三　天平勝宝五年正月より天平勝宝八歳十二月まで
  - 卷二十　孝謙紀四　天平宝字元年正月より天平宝字二年七月まで
    - 聖武天皇譲位。阿部皇太子即位（孝謙天皇）。天平勝宝と改元。大仏鋳造終わる。
    - 懐風藻（わが国最初の漢詩集）成る。
    - 東大寺大仏開眼供養。
    - 唐僧鑑真が大伴古麻呂の船で日本着。藤原宮子崩。
    - 東大寺戒壇院成る。
    - 橘諸兄左大臣を辞任。聖武上皇崩。遺詔により道祖王立太子。
    - 橘諸兄没。道祖王皇太子の位を失う。大炊王立太子、藤原仲麻呂の専制に対し、諸兄の子奈良麻呂ら決起するが敗れ、処刑者多数。
- 淡路廃帝（あわじはいたい）（第四十七代）淳仁天皇
  - 卷二十一　淳仁紀一　天平宝字二年八月より天平宝字二年十二月まで
  - 卷二十二　淳仁紀二　天平宝字三年正月より天平宝字四年六月まで
  - 卷二十三　淳仁紀三　天平宝字四年七月より天平宝字五年十二月まで
  - 卷二十四　淳仁紀四　天平宝字六年正月より天平宝字七年十二月まで
  - 卷二十五　淳仁紀五　天平宝字八年正月より十二月まで
    - 孝謙天皇譲位、大炊王即位（淳仁天皇）、藤原仲麻呂に恵美押勝の姓を賜う。小野田守帰国し、唐の安禄山の乱を報告。
    - 唐招提寺建立。新羅の攻撃を準備。
    - 藤原仲麻呂、大師に任ぜられる。光明皇太后崩。
    - 近江保良宮を北京とする。
    - 孝謙上皇と淳仁天皇不和となる。孝謙出家。多賀城、秋田城など整備。全国的に飢饉、疾病。
    - 藤原良継らの仲麻呂打倒計画挫折。鑑真没。道鏡少僧都に任じられる。
- 孝謙天皇重祚　（第四十八代）称徳天皇　
  - 卷二十六　称徳紀一　天平神護元年正月より十二月まで
  - 卷二十七　称徳紀二　天平神護二年正月より十二月まで
  - 卷二十八　称徳紀三　神護景雲元年正月より十二月まで
  - 卷二十九　称徳紀四　神護景雲二年正月より神護景雲三年六月まで
  - 卷三十　称徳紀五　神護景雲三年七月より宝亀元年九月まで
    - 藤原仲麻呂（押勝）、道鏡の排除を企てるが敗死。道鏡大臣禅師となる。淳仁天皇を淡路に流し、孝謙上皇重祚する。
    - 墾田永年私財法停止。淳仁天皇、幽閉所脱走を図り死亡。道鏡太政大臣となる。
    - 道鏡、法王となる。
    - 法王宮職を設ける。
    - 筑前大台城が完成。
    - 県犬飼姉女ら、称徳女帝を呪詛したこと発覚、遠流。
- 天宗高紹天皇（あめむねたかつぎのすめらみこと）（第四十九代）光仁天皇
  - 卷三十一　光仁紀一　宝亀元年十月より宝亀二年十二月まで
  - 卷三十二　光仁紀二　宝亀三年正月より宝亀四年十二月まで
  - 卷三十三　光仁紀三　宝亀五年正月より宝亀六年十二月まで
  - 卷三十四　光仁紀四　宝亀七年正月より宝亀八年十二月まで
  - 卷三十五　光仁紀五　宝亀九年正月より宝亀十年十二月まで
  - 卷三十六　光仁紀六　桓武紀一　宝亀十年正月より天応元年十二月まで
    - 百万塔を諸寺に分配する。称徳天皇崩。白壁王（光仁天皇）が皇太子となる。道鏡を下野国に左遷。この年阿倍仲麻呂が唐で客死。
    - 井上内親王が皇后になる。
    - 他戸親王が皇太子になる。左大臣藤原永手没。藤原良継が内臣となる。
    - 井上内親王が謀反を企んだことにより、皇后の地位から追われる。他戸皇太子が廃される。
    - 山部親王が皇太子になる。良弁没。
    - 蝦夷が桃生城を攻め、その西郭を破る。
    - 佐伯今毛人らを遣唐使に任命。吉備真備没。
    - 出羽国の志波村の蝦夷が立ち上がる。陸奥国の胆沢の蝦夷も立ち上がる。
    - 藤原良継が内大臣になる。藤原良継没。
    - 藤原魚名が内臣ついで忠臣になる。
    - 藤原百川没。この頃、藤原清河が唐で客死。
    - 覚繁城の築城を計画。伊治比麻呂が反乱を起こし、按察使を殺害し、多賀城を占領して放火した。
- 日本根子皇統弥照尊（やまとねこみすまるいよよてらすのみこと）（第五十代）桓武天皇
  - 卷三十七　桓武紀二　延暦元年正月より延暦二年十二月まで
  - 卷三十八　桓武紀三　延暦三年正月より延暦四年十二月まで
  - 卷三十九　桓武紀四　延暦五年正月より延暦七年十二月まで
  - 卷四十　桓武紀五　延暦八年正月より延暦十年十二月まで
    - 光仁天皇が譲位。山部皇太子が即位し、早良親王は皇太子になる。光仁太上天皇崩。
    - 氷上川継の謀反事件が起きる。宮司整理のため、造宮省、銭鋳司などを廃止した。
    - 長岡京の予定地を視察。長岡京に遷都。
    - 淡海三船没。大伴宿邇家没。藤原種継暗殺。皇太子早良親王を廃す。
    - 蝦夷との交易禁止。この年、最澄延暦寺を創建。
    - 三関を廃止した。
    - 刪定律令施行。畿内の班田使任命。

## 版本

### 刊本
- 〈国立歴史民俗博物館蔵 貴重典籍叢書〉本、全5冊

（国立歴史民俗博物館館蔵史料編集会 編、臨川書店〈国立歴史民俗博物館蔵 貴重典籍叢書〉、全5巻、1999-2000年） 一 ISBN 4-653-03527-X、二 ISBN 4-653-03528-8、三 ISBN 4-653-03529-6、四 ISBN 4-653-03530-X、五 ISBN 4-653-03531-8
有栖川家旧蔵本を底本とする。永正12年（1515年）に三条西実隆・公条父子が卜部家相伝本を書写して7冊本に編成した三条西家本より出た写本群の一つに属し、江戸時代初期の書写と推定される。
- 〈新訂増補国史大系〉本

（坂本太郎 校訂、吉川弘文館、1968年） 前篇 ISBN 4-642-00003-8、後篇 ISBN 4-642-00004-6
（吉川弘文館、2000年） ISBN 4-642-00303-7
- 『続日本紀 蓬左文庫本』 八木書店影印本、全5冊

（解題・校勘記: 吉岡眞之・石上英一、八木書店、1991-1993年）
巻11-40の30巻分が鎌倉時代書写の金沢文庫本である。これらは卜部家本系統以外の極めて希少な写本であり、価値が高い。
- 『六国史』　佐伯有義 編　朝日新聞社、1940年　3巻　続日本紀上巻doi:10.11501/1172835 4巻　続日本紀下巻doi:10.11501/1172850